# Efferia subarida
Efferia subarida är en tvåvingeart som först beskrevs av Stanley Willard Bromley 1940.  Efferia subarida ingår i släktet Efferia och familjen rovflugor. Inga underarter finns listade i Catalogue of Life.